# Queliceria
Queliceria é um gênero monotípico de aranhas venezuelanas que contém uma única espécie, Queliceria discrepantis. Foi descrito pela primeira vez por MA González-Sponga em 2003, e só é encontrado na Venezuela.